# Antiphata
Antiphata (altgriechisch Ἀντιφάτα Antipháta) ist eine Person der griechischen Mythologie.
Antiphata ist nur von einer Inschrift auf einem dem Penelope-Maler (etwa 450–400 v. Chr.) zugeschriebenen rotfigurigen Skyphos aus Chiusi bekannt, wo sie als Sklavin dem als Bettler verkleideten Odysseus nach seiner Rückkehr nach Ithaka die Füße wäscht und ihn dadurch wiedererkennt. In literarischen Zeugnissen wird die Sklavin Eurykleia genannt.